# 彼得·卡尔松
彼得·卡尔松（瑞典語：Peter Karlsson，1969年5月29日—），生于瑞典Stenstorp，男子乒乓球运动员。  
他是1991年世乒賽男子双打冠军（与托马斯·冯·舍搭档），以及2000年欧洲锦标赛男子单打冠军。